# 國盛酒の文化館
國盛酒の文化館（くにざかりさけのぶんかかん）は、愛知県半田市にある酒の博物館である。半田では1682年の時点で75戸の酒造家があったとされ、昔から酒造が盛んな街であった。時代を経るにつれ酒造法も変わってきたため、かつての酒造文化を後世に伝えるために開設された。

## 概要
1985年（昭和60年）、新工場の完成と稼動を機に創設された中埜酒造の企業博物館である。かつての酒蔵を利用し日本酒造り工程や酒造りの道具などが展示されているほか、酒の試飲もできる。
酒の文化館がある半田運河周辺には、かつて中埜酒造が属していたミツカングループのMIZKAN MUSEUM（旧・博物館「酢の里」）がある。

## 利用案内
- 開館時間 - 10:00 ～ 16:00、見学には予約が必要。
- 休館日 - 毎週木曜日（木曜日が祝日の場合はその翌日）、盆休み、年末年始。
- 入館料 - 無料。

## 交通アクセス

### 車
- 知多半島道路「半田中央IC」から、約15分。

### 鉄道
- JR武豊線「半田駅」下車、徒歩約5分。
- 名鉄河和線「知多半田駅」下車、徒歩約15分。

### 路線バス
- 知多バス 半田北部線
  - 「半田運河・蔵の街」下車、徒歩約3分。
- 半田市公共交通バス 瑞穂線(さくらバス)
  - 「半田商工会議所」下車、徒歩約2分。